# جمعية الجمجمة والعظام
العظام والجُمجمة (بالإنجليزية: Skull and Bones)‏ وتُعرف أيضًا بجمعية إخوة الموت The Brotherhood of Death مجتمع طلابي جامعي سري رفيع المستوى في جامعة ييل في نيو هافن، كونيتيكت. وأقدم مجتمع طبقي في الجامعة، أصبحت العظام والجمجمة مؤسسة ثقافية معروفة بخريجيها الأقوياء ونظريات المؤامرة المختلفة. إنها واحدة من «الثلاثة الكبار» في جامعة ييل، والاثنان الآخران هما سكرول أند كيي ووولف هيد.
منظمة خريجي الجمعية، جمعية راسل ترست، تمتلك عقارات المنظمة وتشرف على العضوية. تُعرف الجمعية بشكل غير رسمي باسم «العظام»، ويُعرف الأعضاء باسم «العظام» أو «أعضاء النظام» أو «المبدء في الأمر»
وشعار هذه الجمعية هو ذات الشعار الذي يستخدمه القراصنة وهو نفس الشعار الذي يستخدمه كذلك الصيادلة لتمييز السموم ونفس الرموز الذي تستخدمه أيضاً ديار عروض الأزياء في أمريكا، لترويج منتجاتها في أشهر المتاجر. وهو عبارة عن جُمجمة ومن تحتها عظمتان بشريتان متقاطعتان.
جل منتسبي المنظمة السرية هم من الطلاب الذين درسوا في جامعة يال التي لا يدخلها عادة سوي أهل القمة. حيث تعمد الجمعية إلى اختيار صفوة الصفوة لقبول عضويتهم في الجمعية، من ذلك ثلاثة أعضاء تولي رئاسة الولايات المتحدة الأمريكية والعمل بالمكتب البيضاوي في البيت الأبيض آخرهم الرئيس الأمريكى السابق جورج دبليو بوش الإبن.
أقسم أعضاء هذه المنظمة على السرية المطلقة فيما يخص أعمال المنظمة. ويعتقد أن عدد أعضائها منذ تأسيسها في عام 1832 حتى اليوم لا يتجاوز 2,500 عضواً من خريجي جامعة يال. وعادة ما يكون على قيد الحياة منهم في أي وقت ما بين 500 إلي 600 عضواً.

## نبذة تاريخية
تأسست جمعية جمجمة وعظام في عام 1832 بعد نزاع بين جمعية ليونيان وجمعية الإخوة في الوحدة وجمعية كالوبين على جوائز فاي بيتا كابا لذاك الموسم. تعاون ويليام هنتنغتون راسل وألفونسو تافت في تأسيس جمعية الجمجمة والعظام. كان أول الأعضاء الكبار هم راسل وتافت و 12 عضو آخر. الأسماء البديلة للجمجمة والعظام هي الأمر والأمر 322 وإخوان الموت.
تدير جمعية راسل ترست أصول الجمعية، وهي رابطة للخريجين تأسست عام 1856، وسُميت على اسم المؤسس المشارك للرابطة راسل ودانيال كويت جيلمان (عضو جمجمة وعظام).
نشر ليمان باغ أول وصف موسع لجمعية جمجمة وعظام في عام 1871 في كتابه «أربع سنوات في ييل» كاتبًا: «الغموض الذي يدور حول وجودها حاليًا يشكل لغزًا كبيرًا، ولا تمل أحاديث النميمة في الكلية عن مناقشة ذلك». عزا بروكس ماثر كيلي الاهتمام في مجتمعات ييل الكبرى إلى حقيقة أن الأعضاء الأصغر سنًا من طلاب السنوات الأولى، يعودون إلى الحرم الجامعي في السنوات التالية، ليتبادلوا المعلومات حول طقوس المجتمع، بينما لا يعود الطلاب المتخرجون الذين يكونون على معرفة بها.
تختار جمعية جمجمة وعظام أعضاء جدد من الطلاب كل ربيع كجزء من يوم النقر بجامعة ييل، وهي تمارس ذلك منذ عام 1879. منذ إدراج المجتمع للمرأة في أوائل التسعينات، اختارت جمعية جمجمة وعظام خمسة عشر رجلًا وامرأة من السنة الأولى للانضمام إلى المجتمع. تختار جمعية جمجمة وعظام أولئك الذين تعتبرهم قادة للحرم الجامعي وشخصيات بارزة أخرى.

## نظريات المؤامرة
ظهرت مجموعة الجمجمة والعظم في الكتب والأفلام التي تدعي أن المجتمع يلعب دورًا في مؤامرة عالمية للسيطرة على العالم.  كانت هناك شائعات مفادها أن الجمجمة والعظم هي فرع من المتنورين، وقد تم تأسيسها من قبل خريجي الجامعات الألمانية بعد قمع النظام في وطنهم من قبل كارل تيودور، ناخب بافاريا بدعم من فريدريك العظيم من بروسيا،  أو أن الجمجمة والعظام نفسها تسيطر على وكالة المخابرات المركزية الأمريكية.

## المنشآت

### الضريح

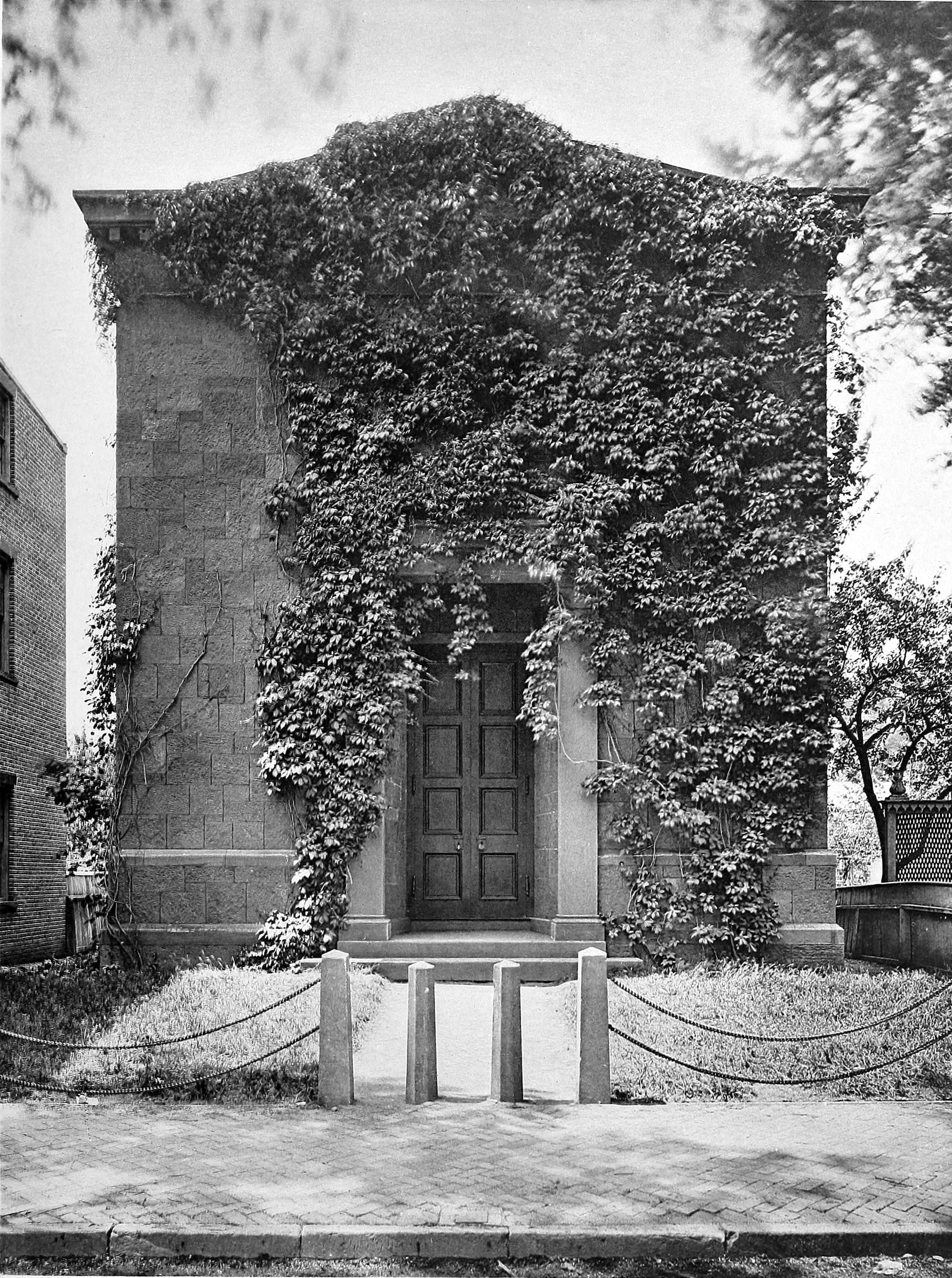
الضريح قبل إضافة جناح ثاني.

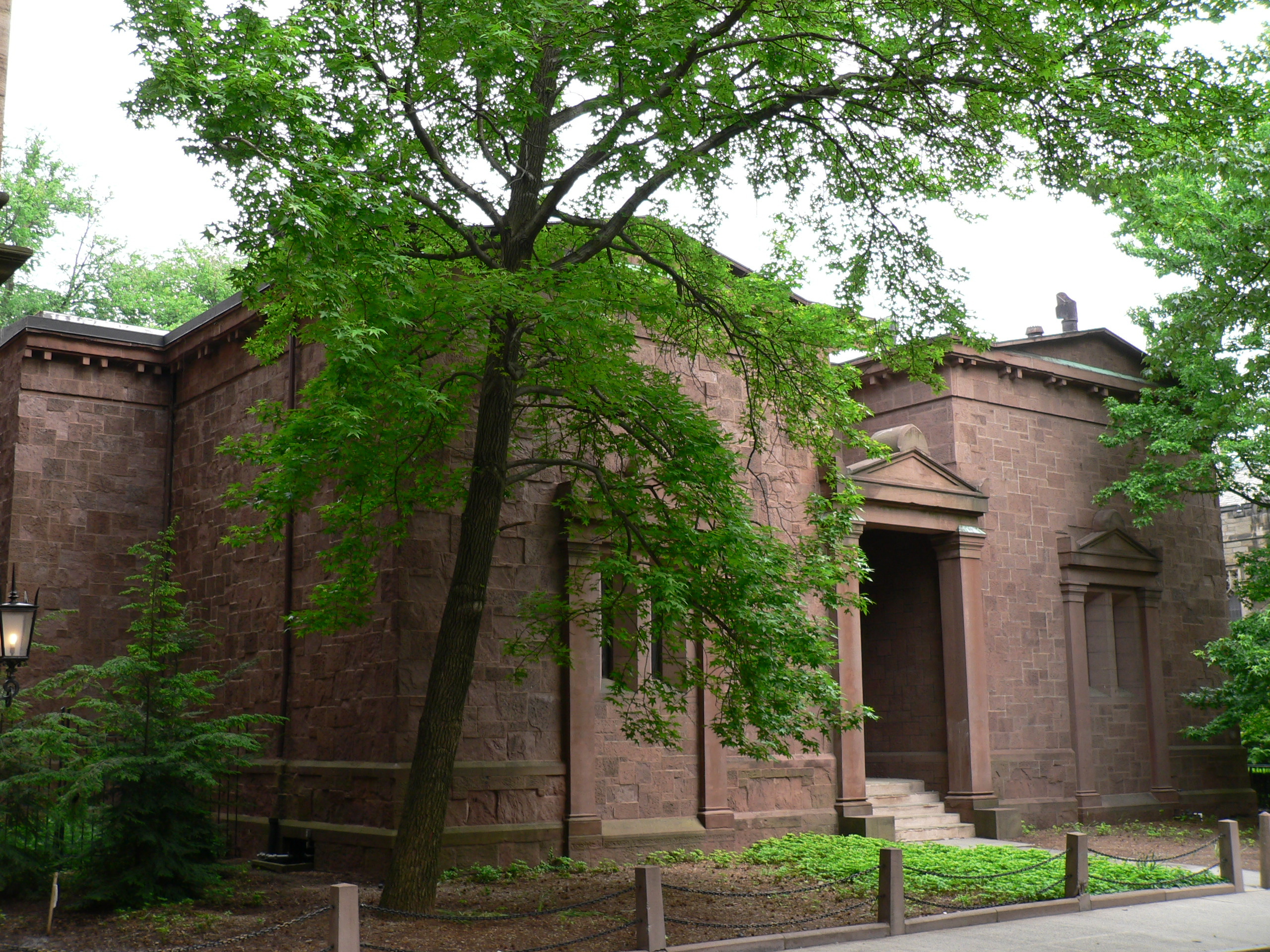
منظر الضريح من هاي ستريت عام 2009

تُعرَف قاعة الجمجمة والعظام باسم الضريح.
بُنِيَ الضريح على ثلاث مراحل: بُنِيَ الجناح الأول في عام 1856، والجناح الثاني في عام 1903، وأضيفت الأبراج القوطية الجديدة التي صممها ديفيس إلى الحديقة الخلفية في عام 1912. صُمِّمَت الواجهات الأمامية والجانبية من بورتلاند براونستون وفقًا للأسلوب الدوري المصري. خلقت الإضافات البرجية لعام 1912 فناء مغلقًا صغيرًا في الجزء الخلفي من المبنى، صممه إيفارتس تريسي وإدجرتون سوارتووت. كان إيفارتس تريسي عضوًا في الجمعية عام 1890، وكانت جدته من الأب مارثا شيرمان إيفارتس، وجدته من الأم ماري إيفارتس، شقيقتي ويليام ماكسويل إيفارتس الذي كان عضو في الجمعية عام 1837.
ربما كان المهندس المعماري للبناء ألكسندر جاكسون ديفيس أو هنري أوستن. يسرد المؤرخ المعماري باتريك بينيل مناقشة متعمقة لتاريخ النزاع حول هوية المهندس المعماري الأصلي، في ما كتبه عن تاريخ الحرم الجامعي بجامعة ييل عام 1999. يتكهن بينيل أن إعادة استخدام أبراج ديفيس في عام 1911 تشير إلى دور ديفيس في المبنى الأصلي، وعلى العكس من ذلك، كان أوستن مسؤولًا عن بوابات مقبرة إحياء شارع البرج المصري المصممة هندسيًا، والتي بنيت في عام 1845. يناقش بينيل أيضًا مكان القبر الجمالي فيما يتعلق بالمنشآت المجاورة، بما في ذلك معرض جامعة ييل للفنون. في أواخر التسعينات، صمم مهندسو المناظر الطبيعية في نيو هامبشاير، سوسييه وفلين، السياج الحديدي المطاوع الذي يحيط بجزء من المجمع.

### جزيرة دير
تملك الجمعية وتدير جزيرة دير، وهي جزيرة تقع على نهر سانت لورانس (44.359063 ° شمالًا 75.909345 ° غربًا). كتبت ألكسندرا روبينز مؤلفة كتاب عن الجمعيات السرية في جامعة ييل:
الغرض من الخلوة التي تبلغ مساحتها 40 فدانًا هي منح أعضاء الجمعية فرصة للالتقاء وإحياء الصداقات القديمة. قبل قرن من الزمان، كانت ملاعب التنس الرياضية في الجزيرة وملاعب الكرة اللينة محاطة بنباتات الراوند وشجيرات عنب الثعلب، مع وجود قوارب راسية عند البحيرة، وحينها، كان المضيفون يقدمون الوجبات الأنيقة. ما يزال كل عضو جديد في الجمعية يزور الجزيرة، ولكن لم يعد المكان يلبي جميع الرغبات. يتنهد البطريرك قائلًا: «الآن هي مجرد حفنة من المباني الحجرية المحترقة. لقد تدمرت ببساطة». يقول عضو آخر أن وصف الجزيرة بالصدِأة يعني تمجيدها: «إنها مُهمَلة، لكنها جميلة».
- جورج دبليو، فارس مديح.

## معتقدات
يظهر الرقم 322 في شارة الجمعية، ويقال إنه يشير لعام وفاة الخطيب اليوناني ديموستيني. تشير رسالة بين أعضاء المجتمع الأوائل في أرشيفات ييل إلى أن 322 إشارة إلى العام 322 قبل الميلاد، وأن الأعضاء يقيسون التواريخ اعتمادًا على هذا العام بدلًا من الاعتماد على الحقبة العامة. في عام 322 قبل الميلاد، انتهت الحرب اللمومية بوفاة ديموستيني، واضطر سكان أثينا إلى حل حكومتهم وإنشاء نظام بلوتوقراطي بدلًا منه. بحسب النظام الجديد، سيُنفَى كل من لا يملك 2000 دراخما. يُزعم أن تاريخ الوثائق الموجودة في الضريح موضوع بحسب العام الديموستيني. يقيس الأعضاء الوقت في اليوم وفقًا لساعة غير متزامنة مع الوقت العادي بخمسة دقائق، وهذا الأخير يسمى بالتوقيت البربري.
تقول إحدى الأساطير إن الأرقام في شعار الجمعية تمثل: «تأسست في 32- الفيلق الثاني»، في إشارة إلى الفيالق الأولى في جامعة ألمانية غير معروفة.
تُوزّع ألقاب للأعضاء (على سبيل المثال: لقب الشرير الطويل لأطول عضو، وبوعز لكابتن كرة قدم الجامعة، أو شريف أمير المستقبل). العديد من الأسماء المختارة مستمدة من الأدب (مثل: هاملت والعم ريموس) والدين والأساطير. قام المصرفي لويس لافام بتمرير لقبه «سانشو بانثا» إلى المستشار السياسي تكس ماكاري. كان لقب أفيريل هاريمان هو ثور، ولقب هنري لوس هو بعل، ولقب ماك جورج بندي هو أودين، ولقب جورج بوش الأب هو مأجوج.

### السرقة
تتمتع الجمعية بسمعة جيدة في سرقة تذكارات المجتمعات الأخرى في ييل أو من مباني الحرم الجامعي؛ وبحسب ما ورد يسعى أعضاء الجمعية للتغلب على سرقات بعضهم البعض.
اتُّهِمَت الجمعية بامتلاك الجماجم المسروقة لمارتن فان بيورين وجيرانيمو وبانشو فيا.